# PGC 43679
LEDA/PGC 43679 ist eine Spiralgalaxie vom Hubble-Typ Sdm im Sternbild Jungfrau auf der Ekliptik. Sie ist schätzungsweise 96 Millionen Lichtjahre von der Milchstraße entfernt und bildet gemeinsam mit PGC 43690 das wechselwirkende Galaxienpaar Holm 476.

Im selben Himmelsareal befinden sich u. a. die Galaxien NGC 4770, PGC 43636, LEDA 183375, LEDA 985877.